# Giordano Mattera
Giordano Mattera (Civitavecchia, 29 agosto 1983) è un pallavolista italiano.
Gioca nel ruolo di palleggiatore nel Volley Got Talent Fossano, attualmente militante in serie B nazionale maschile

## Carriera
Cresciuto sportivamente nell'A.S.P. di Civitavecchia si trasferì presto nel fertile vivaio del Piemonte Volley di Cuneo; esordì in Serie A1 nella stagione 2002-03 e negli anni successivi disputò alcuni campionati in A2. Nel 2005 vinse la medaglia di bronzo con le giovanili della Nazionale di pallavolo maschile dell'Italia alle Universiadi.
Dopo due stagioni al Latina, inframezzate da una breve esperienza con la maglia della Sparkling Volley Milano, ha vestito le maglie della Sempre Volley di Padova (2008-09) e della New Mater Volley (2009-10, in A2). Hanno fatto seguito due stagioni in A2 nel Volley Milano ed all'inizio del 2012-13 è tornato a vestire la casacca della Pallavolo Padova (nuova denominazione del Sempre Volley).

## Palmarès
- Supercoppa italiana: 1

2002

### Nazionale (competizioni minori)
- Universiade 2005